# Idaea nigra
Idaea nigra là một loài bướm đêm trong họ Geometridae.